# Misje dyplomatyczne Łotwy

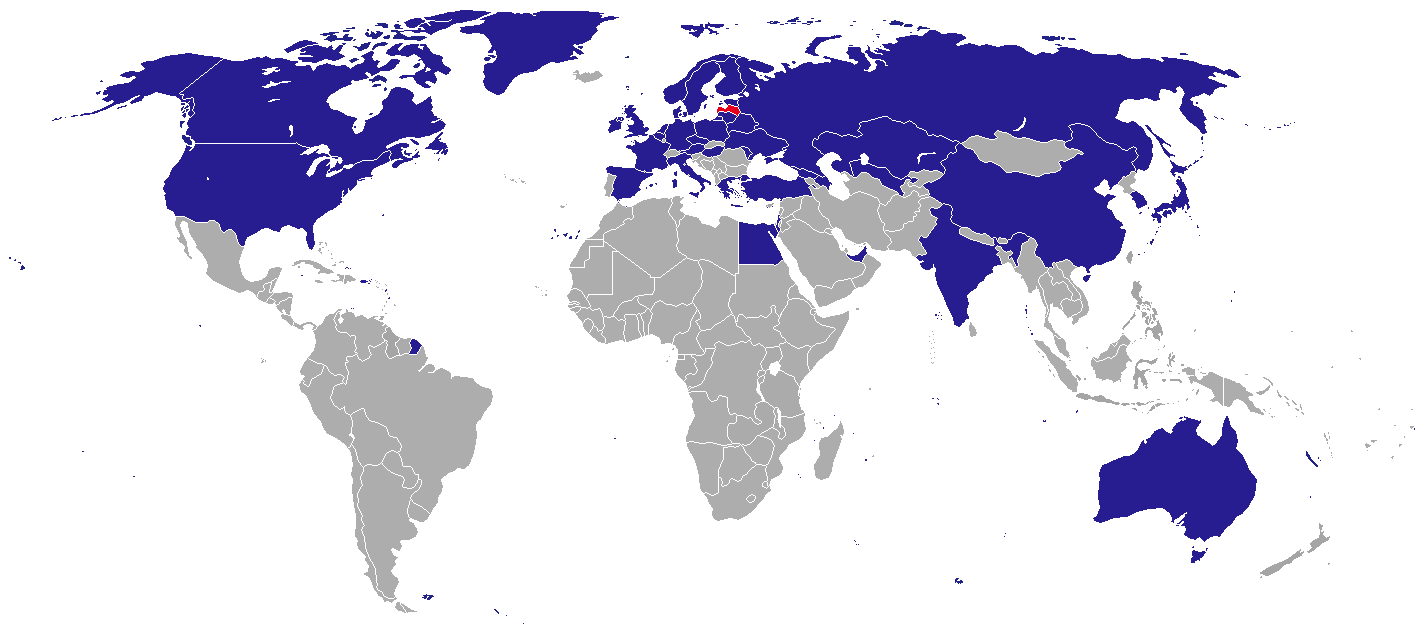
Kraje, w których Republika Łotewska ma swoje przedstawicielstwa dyplomatyczne

Misje dyplomatyczne Łotwy – przedstawicielstwa dyplomatyczne Republiki Łotewskiej przy innych państwach i organizacjach międzynarodowych. Poniższa lista zawiera wykaz obecnych ambasad i konsulatów zawodowych. Nie uwzględniono konsulatów honorowych.

## Europa
- Austria
  - Wiedeń (ambasada)
- Belgia
  - Bruksela (ambasada)
- Białoruś
  - Mińsk (ambasada)
  - Witebsk (konsulat generalny)
- Czechy
  - Praga (ambasada)
- Dania
  - Kopenhaga (ambasada)
- Estonia
  - Tallinn (ambasada)
- Finlandia
  - Helsinki (ambasada)
- Francja
  - Paryż (ambasada)
- Grecja
  - Ateny (ambasada)
- Hiszpania
  - Madryt (ambasada)
- Holandia
  - Haga (ambasada)
- Irlandia
  - Dublin (ambasada)
- Litwa
  - Wilno (ambasada)
- Niemcy
  - Berlin (ambasada)
- Norwegia
  - Oslo (ambasada)
- Polska
  - Warszawa (ambasada)
- Portugalia
  - Lizbona (ambasada)
- Rosja
  - Moskwa (ambasada)
  - Petersburg (konsulat generalny)
  - Psków (konsulat)

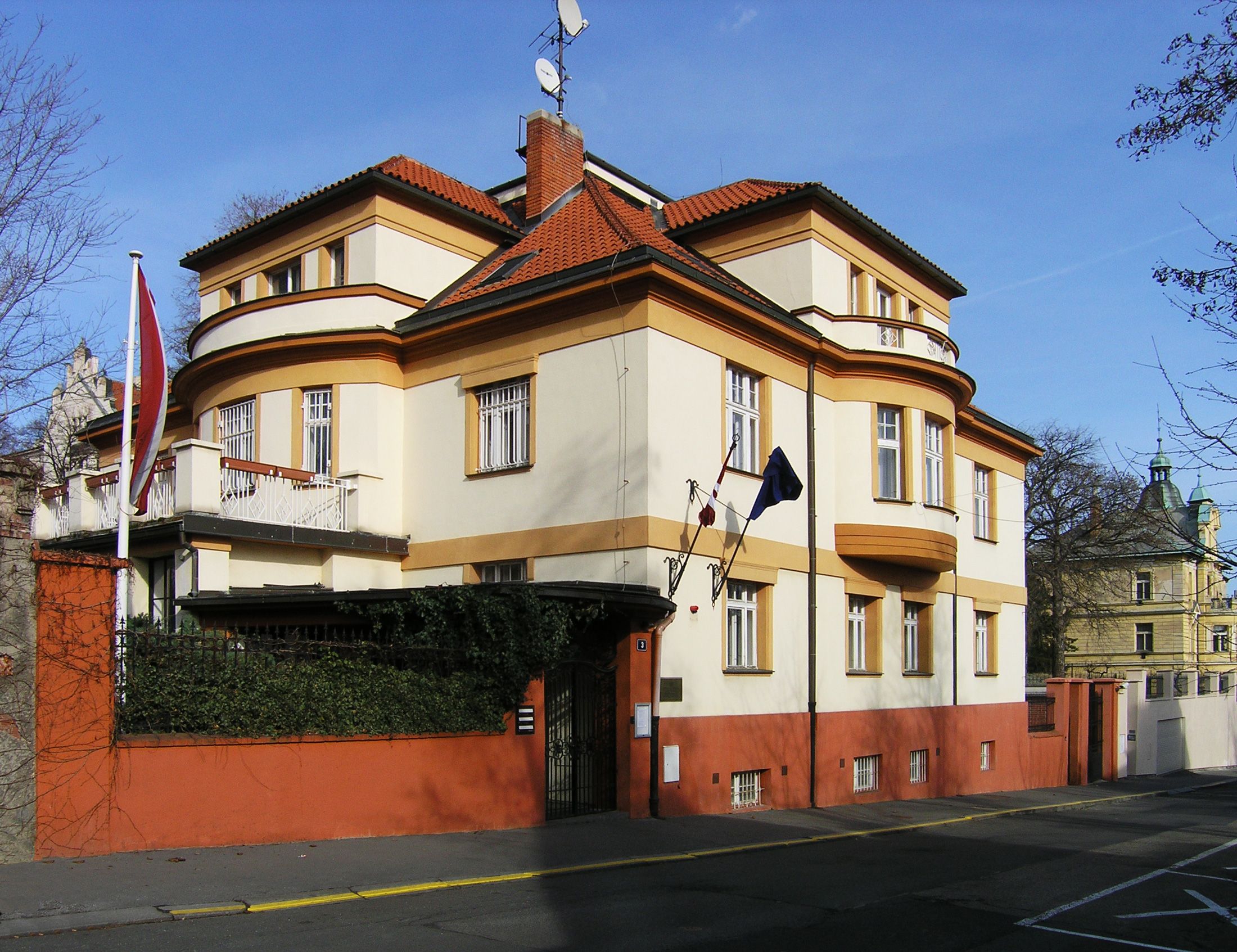
Ambasada Łotwy w Pradze

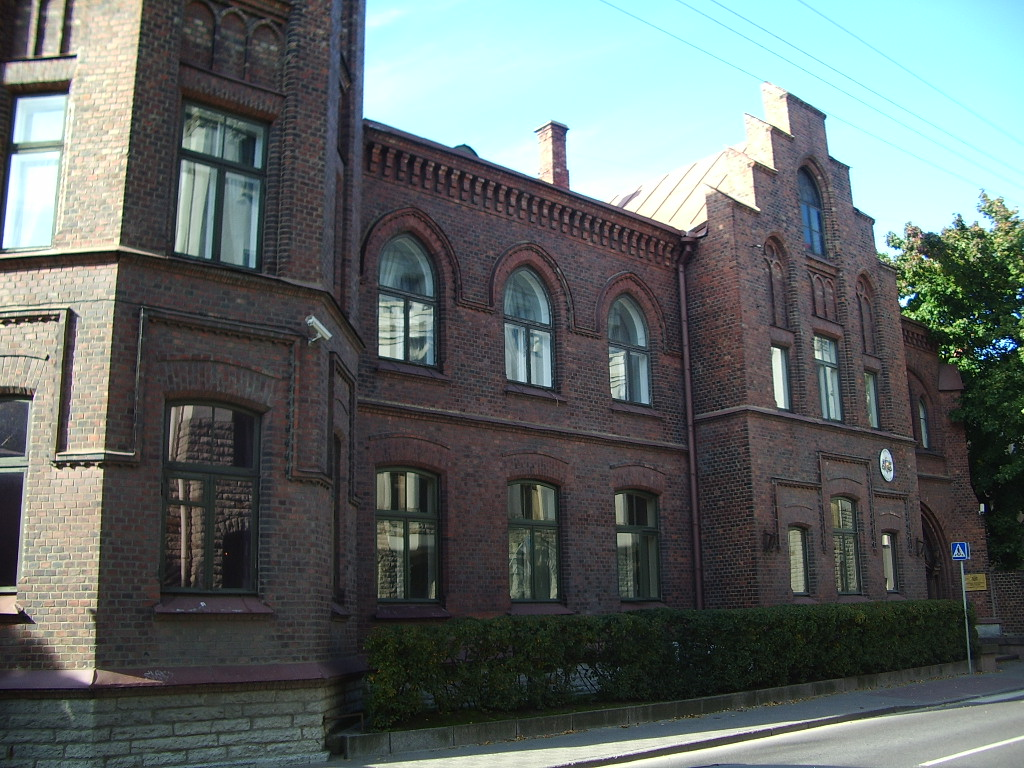
Ambasada Łotwy w Tallinnie

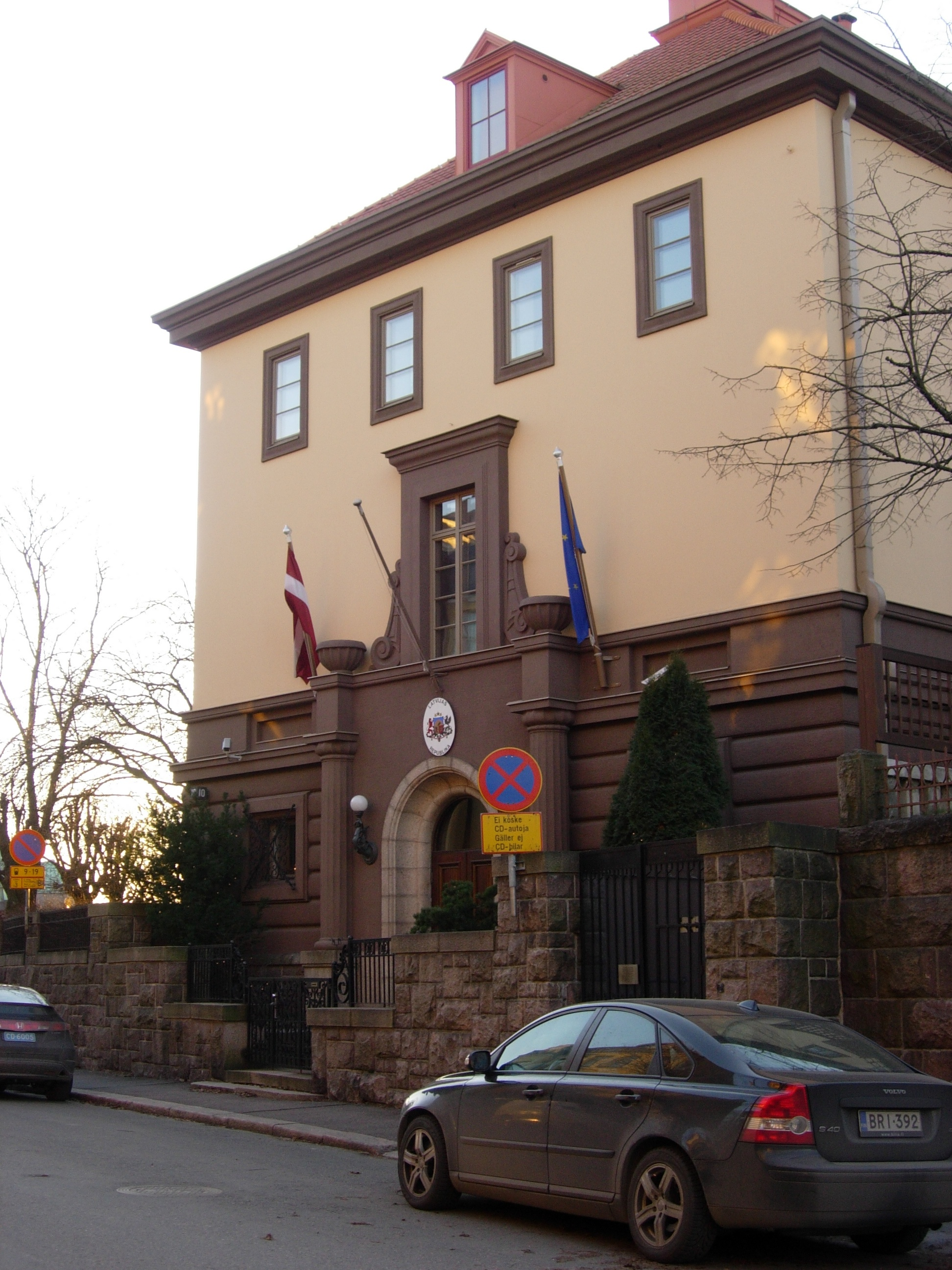
Ambasada Łotwy w Helsinkach

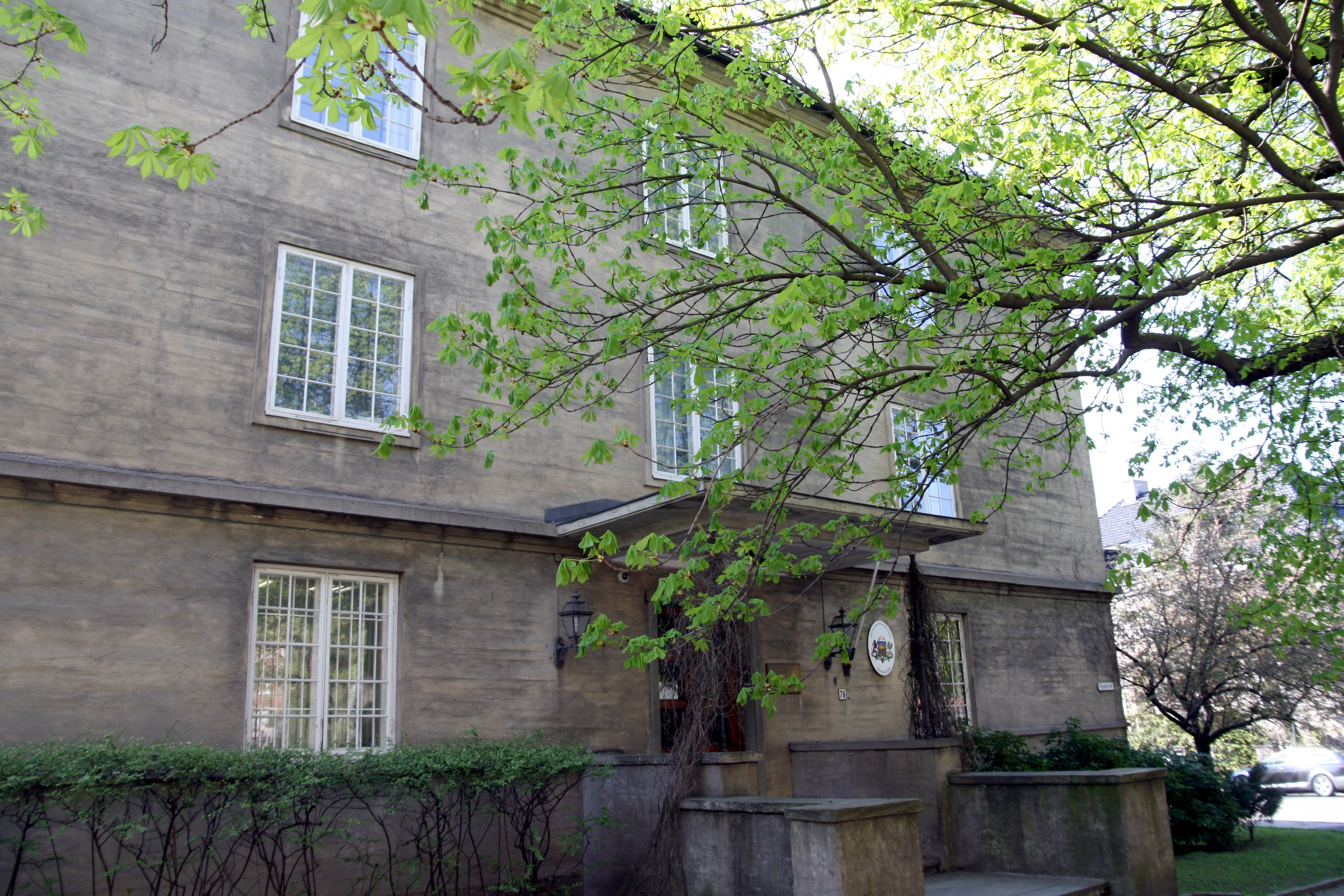
Ambasada Łotwy w Oslo

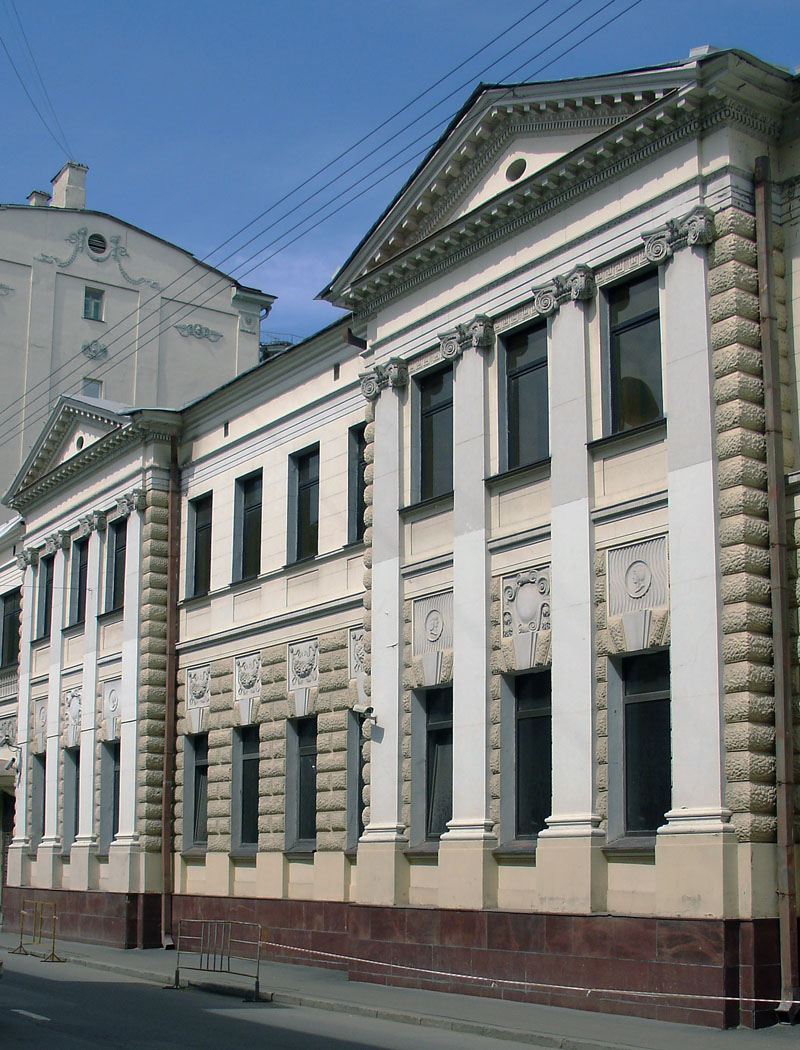
Ambasada Łotwy w Moskwie

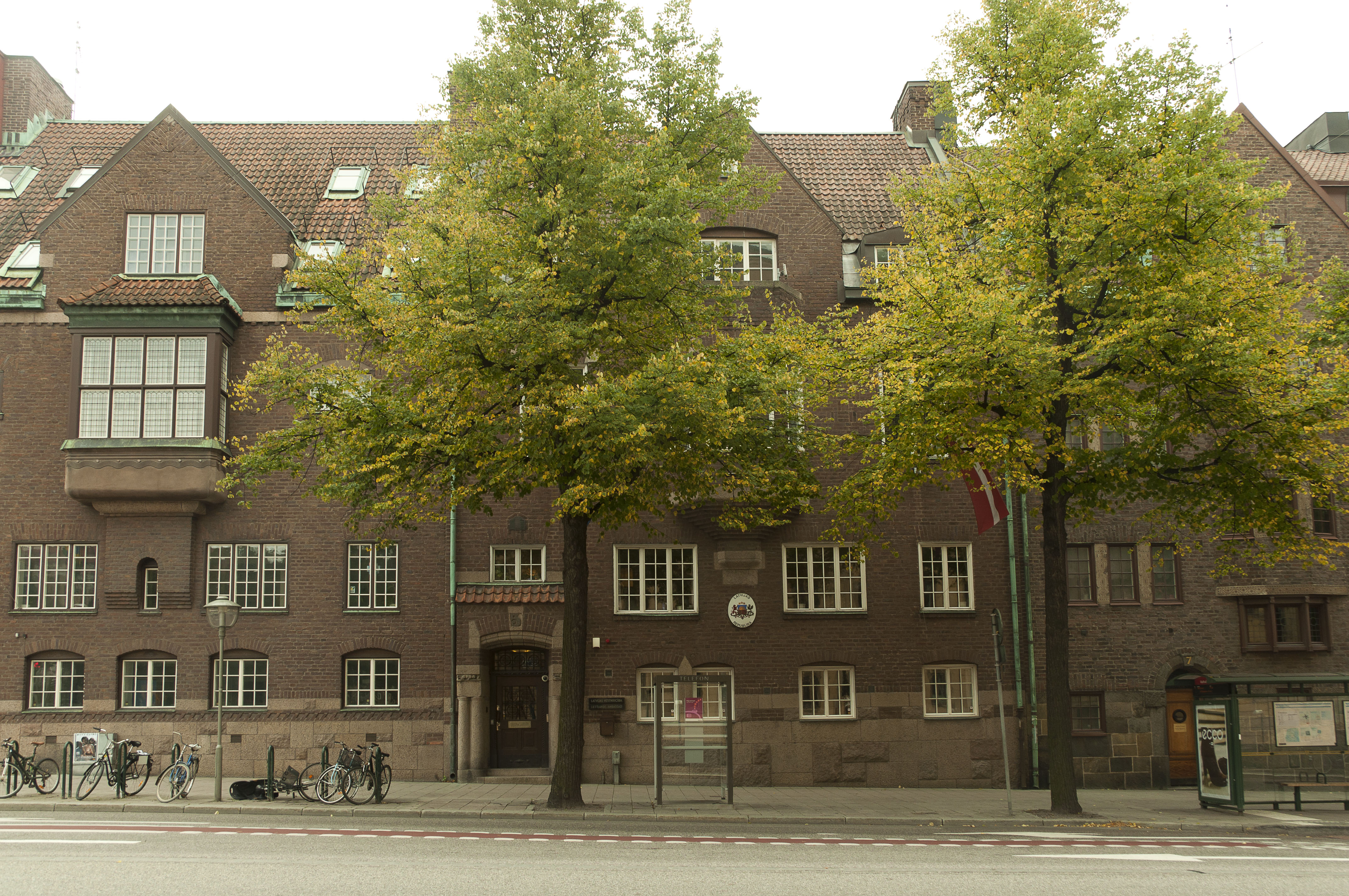
Ambasada Łotwy w Sztokholmie

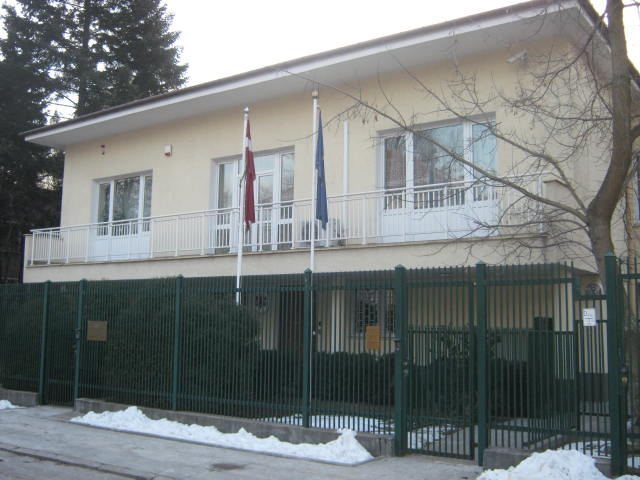
Ambasada Łotwy w Warszawie

  - Królewiec (wydział konsularny ambasady)
- Słowenia
  - Lublana (ambasada)
- Szwecja
  - Sztokholm (ambasada)
- Turcja
  - Ankara (ambasada)
- Ukraina
  - Kijów (ambasada)
- Węgry
  - Budapeszt (ambasada)
- Wielka Brytania
  - Londyn (ambasada)
- Włochy
  - Rzym (ambasada)

## Ameryka Północna, Środkowa i Karaiby

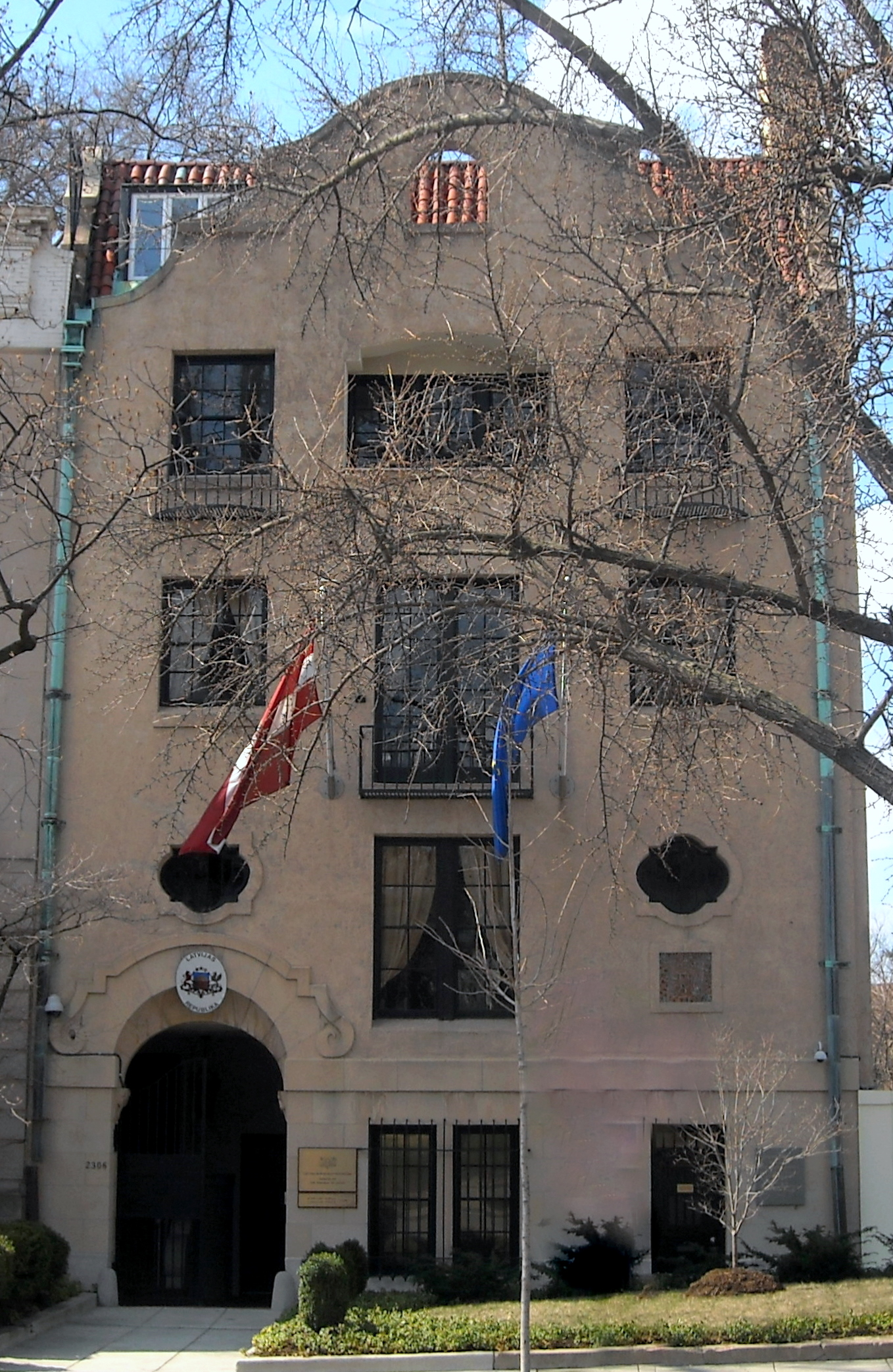
Ambasada Łotwy w Waszyngtonie

- Kanada
  - Ottawa (ambasada)
- Stany Zjednoczone
  - Waszyngton (ambasada)

## Afryka
- Egipt
  - Kair (ambasada)

## Azja

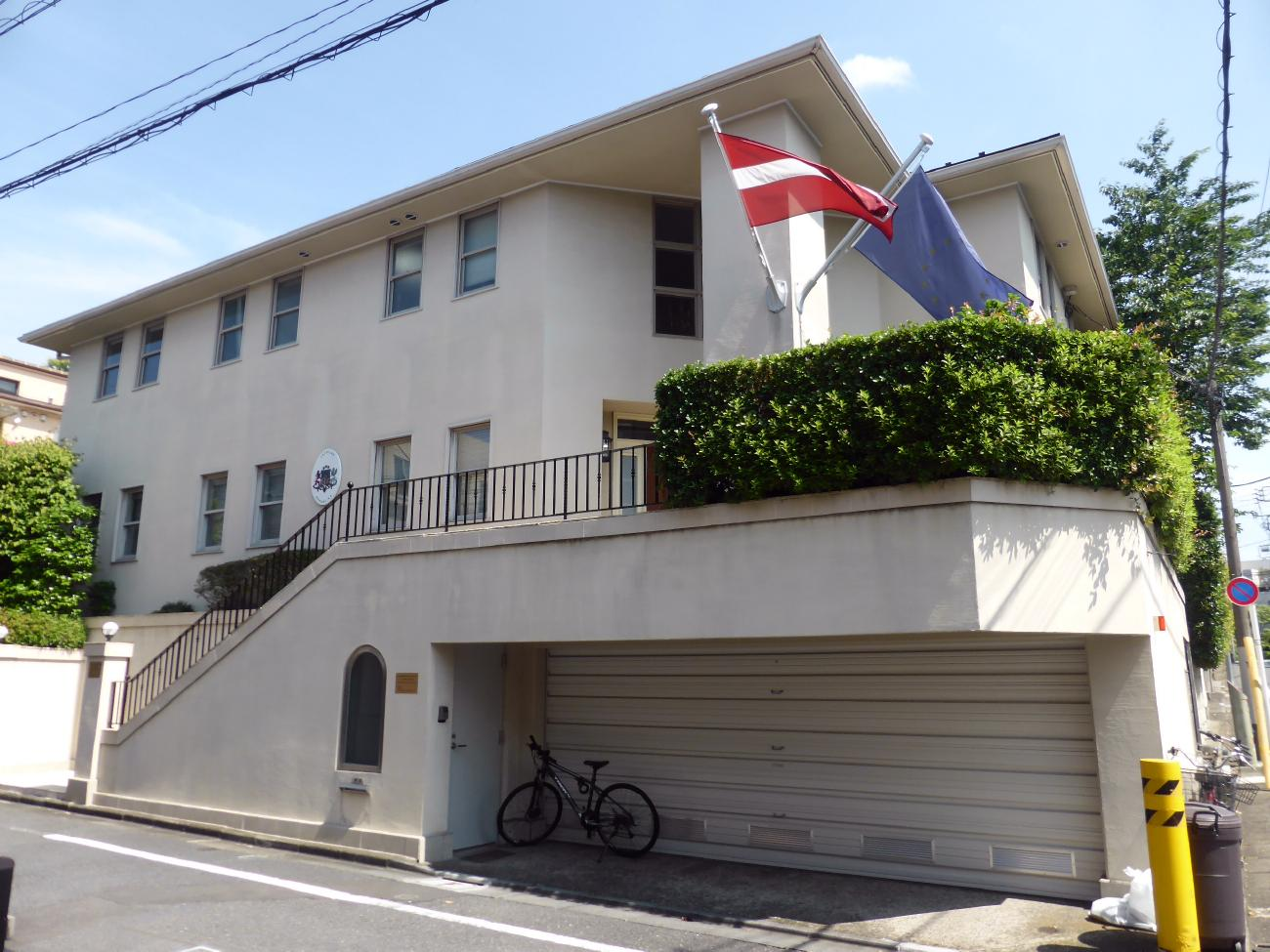
Ambasada Łotwy w Tokio

- Azerbejdżan
  - Baku (ambasada)
- Chiny
  - Pekin (ambasada)
- Gruzja
  - Tbilisi (ambasada)
- Izrael
  - Tel Awiw-Jafa (ambasada)
- Japonia
  - Tokio (ambasada)
- Kazachstan
  - Astana (ambasada)
- Uzbekistan
  - Taszkent (ambasada)

## Organizacje międzynarodowe
- Nowy Jork – Stałe Przedstawicielstwo przy Organizacji Narodów Zjednoczonych
- Genewa – Stałe Przedstawicielstwo przy Biurze Narodów Zjednoczonych i innych organizacjach
- Paryż – Stałe Przedstawicielstwo przy UNESCO
- Wiedeń – Stałe Przedstawicielstwo przy Biurze Narodów Zjednoczonych, Organizacji Bezpieczeństwa i Współpracy w Europie oraz innych organizacjach
- Bruksela – Misja przy Unii Europejskiej
- Strasburg – Stałe Przedstawicielstwo przy Radzie Europy